# Объединение регионов России

Объединение регионов России на карте

Объединение регионов Российской Федерации — политический и экономический процесс административного объединения двух или нескольких граничащих между собой и тесно экономически взаимосвязанных субъектов Российской Федерации, проходивший с 2003 по 2008 годы при активной поддержке федерального центра.
Процесс объединения регионов затронул «сложносоставные» субъекты Российской Федерации — края и области со входящими в их состав автономными округами.
В результате объединения (по сути — включения автономных округов в состав краёв и областей) количество субъектов федерации сократилось с 89 до 83; прекратили самостоятельное существование 6 из 10 автономных округов, а три области (Пермская, Камчатская и Читинская) сменили название на края (соответственно Пермский, Камчатский и Забайкальский).
Население шести присоединённых автономных округов на начало 2007 года составляло 0,3 % от населения России.
К 2008 году процессы дальнейших объединений приостановились и уже не представляются некоторым политикам однозначно целесообразными и необходимыми.
В истории РСФСР были также исторические периоды аналогичных укрупнений регионов — в 20-е, и в 40-е—50-е годы XX века, между которыми происходили обратные процессы разукрупнения регионов (см. История административно-территориального деления РСФСР и Список упразднённых и переименованных регионов РСФСР).

## Порядок объединения регионов
Порядок объединения регионов России (в более широком понимании — порядок образования в Российской Федерации нового субъекта, не связанного с принятием в Российскую Федерацию иностранного государства или его части) установлен Федеральным конституционным законом от 17 декабря 2001 № 6-ФКЗ «О порядке принятия в Российскую Федерацию и образования в её составе нового субъекта Российской Федерации».
Инициатива образования нового субъекта Российской Федерации (в том числе при объединении регионов) принадлежит заинтересованным субъектам Российской Федерации, на территории которых предполагается образовать новый субъект. Предложение об образовании нового субъекта Российской Федерации направляется Президенту России. Вопрос об образовании нового субъекта Российской Федерации подлежит вынесению на референдумы заинтересованных субъектов Российской Федерации. В случае, если вопрос получил одобрение на референдумах всех заинтересованных субъектов Российской Федерации, Президент России вправе внести в Государственную Думу проект федерального конституционного закона об образовании нового субъекта Российской Федерации. В случае, если хотя бы в одном из субъектов Российской Федерации вопрос не был одобрен, повторный референдум может быть проведён не ранее, чем через год.

## Объединившиеся регионы

### Объединение Пермской области и Коми-Пермяцкого автономного округа в Пермский край
Объединение Пермской области и входящего в её состав Коми-Пермяцкого автономного округа — первый пример объединения регионов и изменения состава Российской Федерации после принятия в 1993 году Конституции Российской Федерации.
В 2003 году органы государственной власти Пермской области и Коми-Пермяцкого автономного округа обратились к Президенту России с предложением об объединении регионов, после чего и в области, и в округе начали работать инициативные группы, а после того, как они собрали необходимое число подписей, в обоих регионах были назначены референдумы. Референдум Пермской области и референдум Коми-Пермяцкого автономного округа были проведены 7 декабря 2003 года, одновременно с выборами депутатов Государственной Думы четвертого созыва. За объединение проголосовали 83,91 % от принявших участие в референдуме Пермской области и 89,77 % от принявших участие в референдуме Коми-Пермяцкого автономного округа.
По инициативе Президента России был принят Федеральный конституционный закон «Об образовании в составе Российской Федерации нового субъекта Российской Федерации в результате объединения Пермской области и Коми-Пермяцкого автономного округа». Принятие закона ускорилось в связи с назначением в правительство и отставкой с должности губернатора Пермской области Юрия Петровича Трутнева. В закон впоследствии вносились изменения.
В соответствии с указанным законом новый субъект Российской Федерации — Пермский край — считается образованным с 1 декабря 2005 года, с этого же дня прекращают существование Пермская область и Коми-Пермяцкий автономный округ, при этом в границах автономного округа создаётся административно-территориальная единица с особым статусом — Коми-Пермяцкий округ. В соответствии с поправками к закону Президент России должен был предложить кандидатуру губернатора Пермского края не позднее, чем за 35 дней до образования нового субъекта Российской Федерации, а выборы депутатов Законодательного Собрания Пермского края должны состояться 3 декабря 2006 года (до этого времени законодательные собрания Пермской области и Коми-Пермяцкого автономного округа работают параллельно, решая вопросы компетенции Пермского края последовательным голосованием). Первым губернатором Пермского края назначен Олег Анатольевич Чиркунов.

### Объединение Красноярского края и входящих в его состав автономных округов
Идея объединения Красноярского края и входящих в его состав Таймырского (Долгано-Ненецкого) и Эвенкийского автономных округов обсуждалась ещё при губернаторе Александре Ивановиче Лебеде, но тогда из-за разногласий в руководстве края и автономных округов эта идея оказалась неосуществимой.
Ситуация изменилась после избрания в 2002 году нового губернатора края Александра Геннадиевича Хлопонина, который, будучи до этого губернатором Таймырского (Долгано-Ненецкого) автономного округа, критиковал идею объединения, но после того, как стал губернатором края, стал её осторожным, а затем и активным сторонником.
В 2004 году органы государственной власти края и обоих автономных округов обратились к Президенту России с предложением об объединении всех трёх регионов и образовании нового субъекта Российской Федерации с сохранением прежнего названия — Красноярский край.
17 апреля 2005 года проведены референдумы Красноярского края, Таймырского (Долгано-Ненецкого) и Эвенкийского автономных округов по объединению регионов. По результатам референдума за объединение в Красноярском крае проголосовали 92,44 % от числа принявших участие, в Таймырском (Долгано-Ненецком) автономном округе — 69,95 %, в Эвенкийском автономном округе — 79,87 %.
По инициативе Президента России был принят Федеральный конституционный закон «Об образовании в составе Российской Федерации нового субъекта Российской Федерации в результате объединения Красноярского края, Таймырского (Долгано-Ненецкого) автономного округа и Эвенкийского автономного округа», в соответствии с которым новый субъект Российской Федерации — Красноярский край — считается образованным с 1 января 2007 года, при этом существующий Красноярский край и оба автономных округа прекращают существование, а в границах бывших автономных округов создаются две административно-территориальные единицы с особым статусом Таймырский Долгано-Ненецкий район и Эвенкийский район. В соответствии с законом выборы депутатов Законодательного Собрания Красноярского края проводятся 15 апреля 2007 года, а не позднее чем через 35 дней со дня формирования Законодательного Собрания в правомочном составе Президент России должен внести кандидатуру нового губернатора края.

### Объединение Камчатской области и Корякского автономного округа в Камчатский край
В 2005 году органы государственной власти Камчатской области и Корякского автономного округа (территория которого формально входила в состав Камчатской области) обратились к Президенту России с предложением об объединении этих регионов и образовании нового субъекта Российской Федерации — Камчатского края. 23 октября 2005 года проведены референдумы по объединению Камчатской области и Корякского автономного округа в Камчатский край. По результатам референдума за объединение проголосовали 84,99 % принявших участие в референдуме Камчатской области и 89,04 % принявших участие в референдуме Корякского автономного округа. По инициативе Президента России был принят Федеральный конституционный закон «Об образовании в составе Российской Федерации нового субъекта Российской Федерации в результате объединения Камчатской области и Корякского автономного округа», в соответствии с которым новый субъект Российской Федерации — Камчатский край — считается образованным с 1 июля 2007 года, при этом Камчатская область и Корякский автономный округ прекращают существование, а в границах Корякского автономного округа создаётся административно-территориальная единица с особым статусом — Корякский округ. В соответствии с законом кандидатура Губернатора Камчатского края должна быть предложена не позднее чем за 35 дней до образования края, а Законодательное Собрание Камчатского края сформировано до 31 декабря 2007 года.

### Объединение Иркутской области и Усть-Ордынского Бурятского автономного округа
В 2004 году, вскоре после проведения референдума об объединении Пермской области и Коми-Пермяцкого автономного округа, Законодательное Собрание Иркутской области обратилось к Президенту России с предложением об объединении с Усть-Ордынским Бурятским автономным округом и образовании Прибайкальского края, однако тогда это предложение не было поддержано Думой Усть-Ордынского Бурятского автономного округа. Повторное обращение от органов государственной власти двух регионов с предложением об объединении последовало только в конце 2005 года. В связи с изменением в федеральном законодательстве объединительные референдумы назначены без сбора подписей и образования инициативных групп. 16 апреля 2006 проведены референдумы Иркутской области и Усть-Ордынского Бурятского автономного округа об объединении регионов (наименование нового региона остается прежним — Иркутская область). 89,77 % принявших участие в референдуме Иркутской области и 97,79 % принявших участие в референдуме Усть-Ордынского Бурятского автономного округа проголосовали за объединение (особенностями этих референдумов были необычайно высокая активность избирателей и высокий процент досрочного голосования, видимый по итоговым данным). Согласно законопроекту об образовании нового субъекта Российской Федерации, внесенному Президентом России и одобренному Государственной Думой, объединение вступило в силу 1 января 2008 года. Объединённый субъект РФ — Иркутская область, правопреемник двух субъектов. Усть-Ордынский Бурятский автономный округ вошёл в его состав как административно-территориальная единица с особым статусом под названием Усть-Ордынский Бурятский округ.

### Объединение Читинской области и Агинского Бурятского автономного округа в Забайкальский край
11 марта 2007 проведены референдумы в Читинской области и Агинского Бурятского автономного округа об объединении регионов и образовании нового региона — Забайкальского края. Более 90 % принявших участие в референдуме в обоих регионах проголосовали за объединение. Во многих СМИ края отмечалось, что решение было практически единогласным — явка на выборы в обоих субъектах составила свыше 80 %.
1 марта 2008 года Читинская область и Агинский Бурятский автономный округ объединились в Забайкальский край. Территория бывшего автономного округа была преобразована в административно-территориальную единицу с особым статусом — Агинский Бурятский округ в составе Забайкальского края.

## Критика
Эксперты Института современного развития (ИНСОР) считают, что запущенный в России процесс объединения регионов не дал ожидаемых властью результатов и в будущем может привести к конфликтам.
Изменение статуса округа повлечет за собой значительные сокращения занятых в социальной и образовательной сфере.
Бывшие автономные округа в составе реформированных субъектов федерации именуются округами с «особым статусом» (в Красноярском крае бывшие автономные округа являются одновременно районами и административно-территориальными единицами с особым статусом). «В результате везде, кроме Красноярского края, после появления „объединённых“ регионов появилось некое новое административно-территориальное образование на уровне между муниципальным и региональным, не упомянутое в Конституции страны». Марата Хуснуллина раскритиковали в Госдуме в 2021 году, об объединении более богатых и крупных регионов с бедными и малыми регионами РФ. Однако ситуация летом\осенью 2022 года может резко измениться, после конфликта на Украине и Всемирного кризиса.

## Проекты объединения регионов, по которым заявлялись проведение референдума и мероприятия по интеграции

### Архангельская область и Ненецкий автономный округ
Архангельская область и Ненецкий автономный округ. Оглашавшиеся возможные названия — Поморский край, Архангельский край, Северный край, Архангельская область. Предполагаемый административный центр — Архангельск. Процесс по объединению был заморожен.
13 мая 2020 года временно исполняющие обязанности губернаторов Архангельской области и Ненецкого автономного округа объявили о начале процесса объединения регионов. После подписания меморандума в Ненецком автономном округе начались протесты против объединения с Архангельской областью. В рабочей группе НАО по объединению регионов отметили «крайне негативные настроения жителей НАО».
26 мая 2020 года временно исполняющие обязанности губернаторов обоих регионов заявили о преждевременности проведения референдума по вопросу объединения Архангельской области и Ненецкого автономного округа.
2 июля 2020 года временно исполняющий губернатора Ненецкого автономного округа заявил, что идея объединения регионов закрыта и данный вопрос был закрыт ещё в конце мая.
3 июля 2020 года Юрий Бездудный заявил об отказе от объединения с Архангельской областью. Заочная полемика двух губернаторов получила новый импульс 9 июля, когда и. о. главы Архангельской области Александр Цыбульский публично опроверг слова своего коллеги Бездудного и подтвердил, что идея объединения регионов не отменена, а отложена.

### Московская и Тверская области
Оглашавшиеся возможные названия — Центральная область, Подмосковная область и Верхневолжский край. Предполагаемый областной центр — Тверь. С 2006 года действует Объединённая коллегия исполнительных органов областей, реализовывались другие совместные и единые социальные, инфраструктурные и прочие нововведения и проекты, но процессы по объединению были заморожены.

## Проекты объединения регионов, которые оглашались и обсуждались на разных уровнях
Помимо легко проходящей реинтеграции малонаселённых и, как правило, дотационных автономных округов в края и области, в состав которых они входили во времена СССР-РСФСР, на местах обсуждаются и в ряде случаев встречают неприятие и противодействие со стороны крупных, самостоятельных и самобытных регионов (особенно республик, не желающих утрачивать свою субъектность) вопросы о более крупных объединениях:
- Москва и Московская область[39][40][41][42][43]. Бывший мэр Москвы Юрий Лужков и другие федеральные политики неоднократно заявляли о необходимости объединения двух субъектов федерации, но его коллега — губернатор Московской области Борис Громов предложение Лужкова не поддержал, но согласился на ряд интеграционных процессов с Тверской областью — см. выше (в последнее время предлагается более высокий статус и название — Московский федеральный округ)[44].
- Санкт-Петербург и Ленинградская область[41][42][45][46][47][48][49][50] (возможные названия — Невский край, Петербургская губерния[51], Ингрия[49]).
- Астраханская область и Волгоградская область (возможное название — Нижневолжский край, возможный центр — г. Астрахань)[52].
- Волгоградская область и Ростовская область[53].
- Тюменская область, Ханты-Мансийский автономный округ — Югра, Ямало-Ненецкий автономный округ[54]. Идею укрупнять регионы на встрече президента В. Путина с главами Законодательных Собраний в 2012 году высказала спикер Совета Федерации Валентина Матвиенко. Президент отметил, что разорваны естественные связи, которые объединяли самодостаточные регионы. Однако аналогичное остальным воссоединениям бывших автономных округов, объединение Тюменской области, ХМАО и ЯНАО не произошло. Федеральный центр заявил, что не намерен даже обсуждать предложения по укрупнению регионов без веских на то оснований и согласия подавляющего большинства населения территорий[55].
- Республика Саха (Якутия), Магаданская область, Чукотский автономный округ, Камчатский край[56][57]. В связи с непрекращающимися оттоком населения различные варианты объединения данных субъектов всё чаще появляются на просторах интернета.
- Пермский край, Удмуртия и, возможно, Кировская область[58] (возможный центр — Пермь).
- Мурманская область, Архангельская область и Ненецкий автономный округ (возможные названия — Северный край, Арктический край).
- Ярославская область и Костромская область или Ярославская область, Ивановская область, Костромская область[59][60][61] (возможное название — Ярославский край).
- Вологодская область и Республика Коми[59] (возможные названия — Вологодский край, Северный край; центр — Вологда).
- Воронежская область, Липецкая область[62] и, возможно, Рязанская область[63], центр — Воронеж.
- Тамбовская область и Липецкая область[64], центр — Липецк.
- Псковская область и Новгородская область[65][66][67][68][69][70] и, возможно, Тверская область[71] (возможное название — Валдайский край; предполагаемый областной центр — Великий Новгород либо, как компромисс, Великие Луки или Старая Русса; предложения встречают резкое противодействие в обоих субъектах[72][73][74][75][76]).
- Хабаровский край, Амурская область и Еврейская автономная область[77] (возможное название — Амурский край). Как вариант — присоединение ЕАО к Хабаровскому краю[78].
- Республика Адыгея и Краснодарский край (подробнее см. статью Адыгея, возможное название — Краснодарский край).
- Республика Адыгея, Ставропольский край, Карачаево-Черкесия[59], (возможное название — Ставропольский край).
- Республика Адыгея, Кабардино-Балкария, Карачаево-Черкесия[79]
- Республика Башкортостан[80] и Оренбургская область[81][82]
- Республика Татарстан, Марий-Эл[83] и Ульяновская область[84][85]
- Самарская область и Ульяновская область (в пользу этой идеи высказывалась Матвиенко В. И.[источник не указан 3404 дня]), а также Пензенская область, Ульяновская область и Республика Мордовия — в Сурский Край с центром в г. Инза[источник не указан 3308 дней]. Ранее подобные объединения уже существовали в виде Средне-Волжской области и Средневолжского края.
- Нижегородская область и Кировская область или Республика Мордовия[86] (возможные названия — Волго-Вятский, Средневолжский край).
- Омская область и Томская область[87] (возможное название — Иртышский край).
- Иркутская область, Республика Бурятия и Забайкальский край (возможные названия — Байкальский край, Прибайкальский край[88][89][90][91][92]).
- Кемеровская область, Алтайский край и Республика Алтай с центром в Кемерове[93][94][95].
- Красноярский край, Республика Тува и Республика Хакасия с центром в г. Красноярске.
- Алтайский край и Республика Алтай (возможное название — Алтайский край). Идея воссоединения регионов активно обсуждается на разных уровнях на протяжении последнего десятилетия[96][97][98][99]. Было даже объявлено о том, что референдум на эту тему пройдёт в обоих регионах 2 декабря 2007 г. (вместе с выборами в Госдуму)[100]. Однако идея неизменно встречает противодействие со стороны национальных общин и политической элиты Республики Алтай и не находит заинтересованности со стороны руководства Алтайского края[101][102][103]. В результате референдум так и не был проведён. В качестве центра региона предлагались разные варианты, например, разделить ветви власти и органы управления между Барнаулом и Горно-Алтайском или перенести центр в более «компромиссное» место: в Бийск или Белокуриху.
- Чеченская Республика и Ингушская Республика[104][105][106] (возможные названия — Чечено-Ингушская или Вайнахская республика).
- Республика Коми и Ненецкий автономный округ[107][108].
- В 2016 году ряд сенаторов[кто?] Совета Федерации высказали предложения об объединении Смоленской, Брянской, Калужской и Орловской областей.
- Республики Чувашия, Мордовия и Марий-Эл (объединить в некий административный субъект, «не имеющий национальной окраски»)[109].
- Разделение Курганской области между Челябинской (большая часть или целиком), Свердловской и Тюменской областями с преобразованием их соответственно в Южно-Уральский, Уральский и Тюменский края[110][111][112][113][114][115].

В настоящее время ни одна из инициатив не получила продолжения в связи со сложной экономической ситуацией и отсутствием рациональности. Хотя в основе предложений о слиянии субъектов лежит идея развития их экономик.
Некоторыми федеральными политиками и институтами предлагались ещё менее вероятные радикальные комплексные проекты по перекраиванию административно-территориального деления России на 15-30 макрорегионов.